# Bristol Blenheim
A Bristol Blenheim a RAF könnyű bombázó repülőgépe volt a második világháború elején. Később éjszakai vadászként és nagy-hatótávolságú vadászként is alkalmazták. Jó paraméterei miatt több ország is rendelt belőle, Kanada átvette az építés jogait, az ott épített változat neve Bolingbroke lett. Teljesen fém szerkezetű volt, ami igen strapabíróvá tette. 1942-től azonban elavultnak számított, a pilóták sem kedvelték igazán.

## Fejlesztése
1934-ben Lord Rothermere, egy angol laptulajdonos, jelentkezett egy pályázatra, amely olyan utasszállító repülőgép építésére irányult, amelynek legénysége 2 fő, és 6 utas szállítására képes. Ebben az időben a sebességi rekordok nagy részét a németek tartották, ezért Lord Rothermere terve nem volt kisebb, mint ezt a sebességrekordot visszaszerezni. A Blenheim cég 142-es típusának paraméterei találkoztak a Lord elvárásaival, elképzeléseivel.
Az első repülése során bebizonyosodott, hogy a gép gyorsabb a polgári gépeknél, de még a harci gépeket is lehagyja, ezért a Légügyi minisztérium kért egy katonai változatot, ami bombázóként alkalmazható. A cég hamarosan előrukkolt a 142M típussal ('M' - Military (katonai)) A legfőbb változtatás a szárnyakkal volt kapcsolatos, helyet kellett csinálni a bombakamrának.

## Típusváltozatok
- Blenheim Mk.I 2 db Bristol Mercury VIII csillagmotor 2x840 LE(142 M típus)
- Blenheim Mk.IF  Éjszakai vadász bombaszekrény alatt 4 db gépágyú és esetenként A.I. radar
- Blenheim Mk.II
- Blenheim Mk.III
- Blenheim Mk.IV  1938-tól készült 1930 darab, két 905 LE-s Bristol Mercury XV csillagmotorral
- Blenheim Mk.IVF
- Blenheim Mk.V  készült 940 darab 1941-től Bristol Mercury 30 motorokkal

## További képek

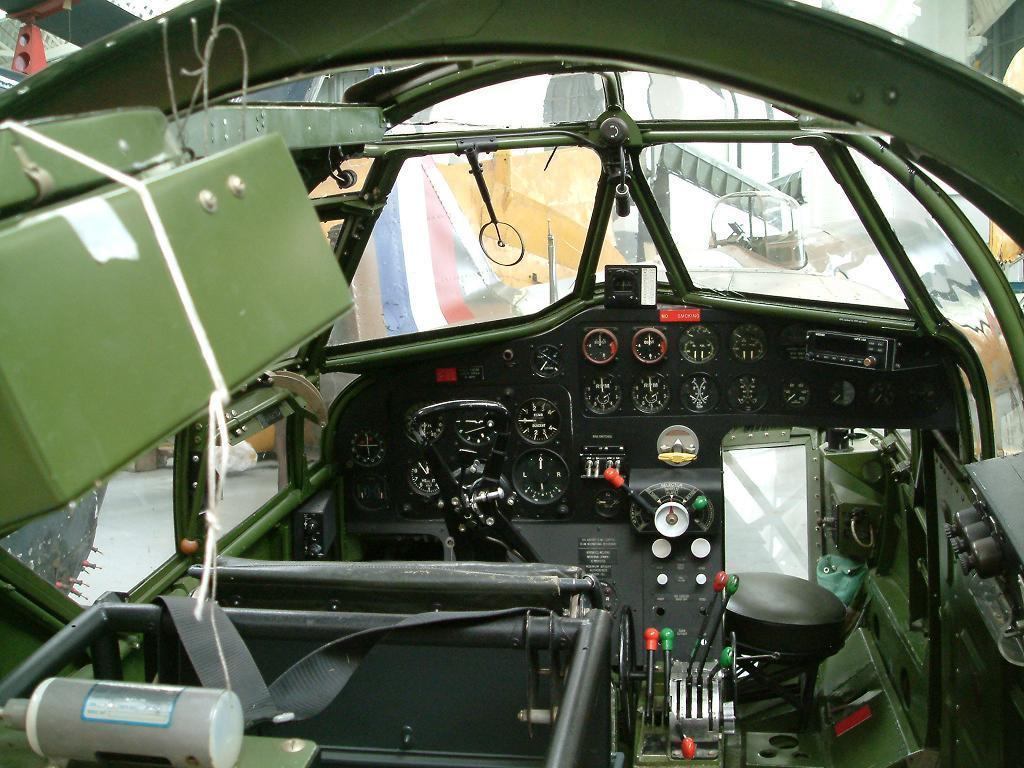
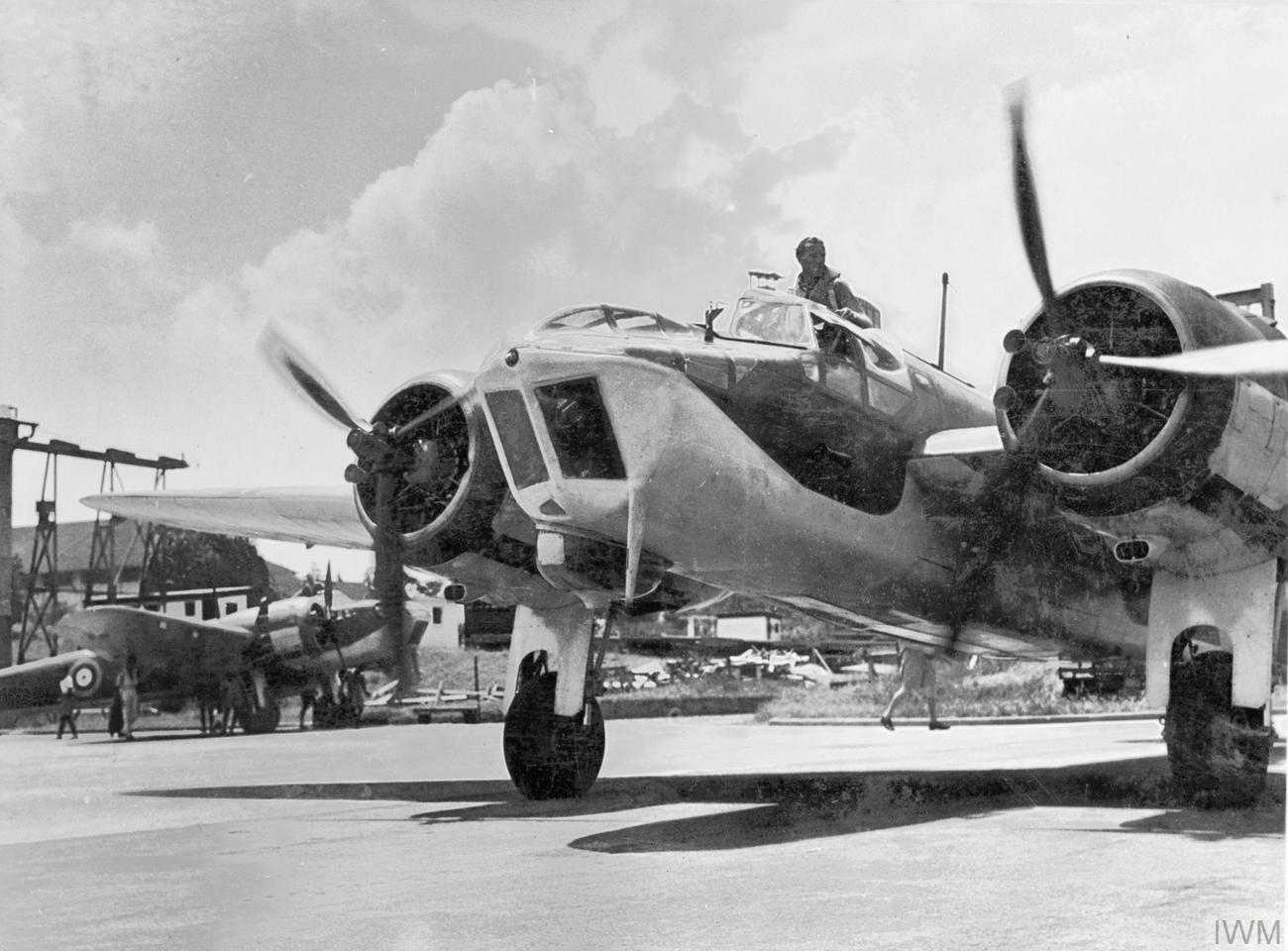
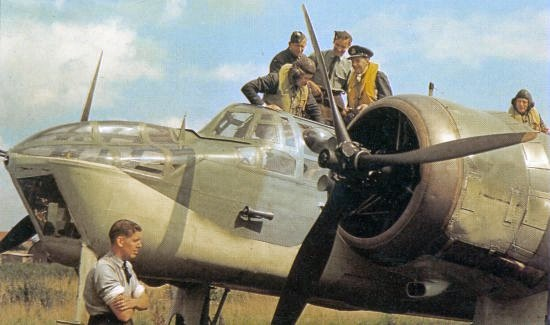

## Fordítás
- Ez a szócikk részben vagy egészben  a   Bristol_Blenheim című angol Wikipédia-szócikk fordításán alapul.  Az eredeti cikk szerkesztőit annak laptörténete sorolja fel. Ez a jelzés csupán a megfogalmazás eredetét és a szerzői jogokat jelzi, nem szolgál a cikkben szereplő információk forrásmegjelöléseként.